# Chorinaeus emorsus
Chorinaeus emorsus là một loài tò vò trong họ Ichneumonidae.